# Lee Nguyễn
Lee Nguyễn (tên tiếng Việt: Nguyễn Thế Anh; sinh ngày 7 tháng 10 năm 1986) là một huấn luyện viên bóng đá chuyên nghiệp người Mỹ và là cựu cầu thủ làm trợ lý huấn luyện viên cho câu lạc bộ bóng đá nữ Kansas City Current tại National Women's Soccer League.
Sự nghiệp thi đấu 15 năm của Nguyên kéo dài ở Hà Lan, Đan Mạch, Việt Nam và Hoa Kỳ, nơi anh ra sân trong hơn 250 trận đấu tại Major League Soccer. Sau khi giành được hai danh hiệu Eredivisie và một Johan Cruijff Shield với PSV Eindhoven, Nguyễn đã trải qua hai mùa giải ở Việt Nam trước khi chuyển đến Major League Soccer, nơi anh dẫn dắt New England Revolution đến Chung kết Cúp MLS 2014 và giành danh hiệu Supporters' Shield 2019 với Los Angeles FC. Nguyễn trở lại Việt Nam để ký hợp đồng với Thành phố Hồ Chí Minh vào năm 2021.

## Xuất thân
Lee Nguyễn là con đầu lòng của cặp vợ chồng gốc Việt - Nguyễn Văn Phẩm và Michelle Nguyễn. Ông Nguyễn Văn Phẩm sinh năm 1961 tại tỉnh Kiến Tường, ông cùng gia đình sang Hoa Kỳ năm 1973 sau Hiệp định Paris. Mẹ Lee Nguyễn sinh năm 1963 tại Huế, bà là con lai người Mỹ, rời Việt Nam sau năm 1975. Ngoài ra, anh còn có một người em gái tên là Nguyễn Diễm My (sinh năm 1988).

## Sự nghiệp đại học
Năm 12 tuổi, Lee Nguyễn trúng tuyển vào đội bóng đá U-13 Dallas Texans. Tại đây, anh được dìu dắt bởi cựu đội trưởng đội tuyển quốc gia Iran Hassan Narazi. Trong 5 năm ở Dallas Texans, Lee Nguyễn giúp đội bóng trẻ này vô địch Cúp Dallas - giải trẻ quy tụ những đội U-18 hàng đầu từ châu Âu và Nam Mỹ. Năm 2004, trong màu áo trường trung học Plano East, Lee Nguyễn được bình chọn là Cầu thủ Trung học xuất sắc nhất nước Mỹ. Không chỉ đạt thành tích xuất sắc trên sân cỏ, Lee còn là một học sinh giỏi ở trường trung học. Điểm tổng kết Trung học của anh là 3,8/4.
Năm 2005, Lee Nguyễn gia nhập đội bóng đá của trường Đại học Indiana và được bầu là Cầu thủ sinh viên hay nhất nước Mỹ.

## Sự nghiệp câu lạc bộ

### PSV Eindhoven
Đầu năm 2006, Lee Nguyễn chuyển sang châu Âu thi đấu cho câu lạc bộ danh tiếng Hà Lan PSV Eindhoven. Huấn luyện viên của PSV Eindhoven khi đó là Guus Hiddink đã ca ngợi Lee Nguyễn là cầu thủ "nhanh nhẹn và có kỹ thuật khéo léo". Ngày 11 tháng 2 năm 2006, Lee Nguyễn ra mắt đội bóng Hà Lan khi ông Hiddink tung anh vào sân từ ghế dự bị ở trận thắng Heracles Almelo với tỷ số 1–0. Tuy nhiên, sang mùa giải 2006–07, Lee lại không nằm trong kế hoạch của tân huấn luyện viên Ronald Koeman. Ngoài trận tranh siêu cúp Hà Lan (thua 1–3 trước Ajax) vào đầu tháng 8, thì suốt cả mùa anh không được ra sân thêm lần nào nữa.

### Randers FC
Ngày 31 tháng 1 năm 2008, Lee Nguyễn rời Hà Lan đầu quân cho câu lạc bộ Randers tại giải vô địch quốc gia Đan Mạch (Danish Superliga) với hợp đồng có thời hạn một năm. Trong màu áo Randers FC, anh thi đấu tổng cộng 25 trận, ghi được 3 bàn thắng trên mọi đấu trường.

### Hoàng Anh Gia Lai
Tháng 10 năm 2008, Lee Nguyễn tỏ ý muốn về quê hương Việt Nam thi đấu cho câu lạc bộ Hoàng Anh Gia Lai.
Ngày 17 tháng 1 năm 2009, Lee Nguyễn chính thức là cầu thủ của Hoàng Anh Gia Lai với bản hợp đồng 3 năm cùng mức lương được cho là 10.000 USD/tháng. Và một trong những điều kiện để Lee Nguyễn đặt bút ký hợp đồng với Hoàng Anh Gia Lai, bên cạnh chuyện tài chính, còn là phụ lục về việc câu lạc bộ sẽ tạo điều kiện cho anh tập huấn và thử việc một tháng tại Arsenal sau khi V-League 2009 kết thúc. Tuy nhiên sau này, bầu Đức thực sự không muốn mất cầu thủ mà ông dày công chiêu mộ về Pleiku và đã chơi ấn tượng ở mùa giải đầu tiên tại Việt Nam. Chính vì vậy, thay vì cấp kinh phí một tháng cho Lee Nguyễn tập huấn ở Arsenal, đội bóng này chỉ cấp cho 2 tuần.
Lee Nguyễn có trận đấu ra mắt Hoàng Anh Gia Lai vào ngày 1 tháng 2 năm 2009 trong trận gặp Sài Gòn United tại cúp Quốc gia. Trong trận này, anh lập một cú hat-trick giúp Hoàng Anh Gia Lai thắng với tỷ số 3–2. Bàn thắng đầu tiên tại V.League của Lee đến ở trận gặp Xi măng Hải Phòng vào ngày 1 tháng 3. Sau khi ghi bàn, Lee Nguyễn bị truất quyền thi đấu do cởi áo ăn mừng bàn thắng và nhận thẻ vàng thứ 2. Mùa giải đầu tiên tại Việt Nam, Lee Nguyễn ghi được 12 bàn (9 bàn ở V.League và 3 tại Cúp Quốc gia) và kiến tạo 16 lần cho đồng đội lập công nhưng cũng chỉ giúp Hoàng Anh Gia Lai cán đích ở vị trí thứ 6 chung cuộc.
Kết thúc mùa 2009, Hoàng Anh Gia Lai có sự thay đổi lớn trên băng ghế huấn luyện khi Kiatisuk Senamuang trở lại dẫn dắt đội bóng này. Trận đầu ra quân tại V.League 2010, Hoàng Anh Gia Lai làm khách trên sân Khatoco Khánh Hòa, Lee Nguyễn ngồi ghế dự bị và chỉ được vào sân ở phút thứ 75 khi đội nhà đã dẫn trước 4–2. Kết quả thua của Hoàng Anh Gia Lai đã bất ngờ, việc Lee Nguyễn phải ngồi dự bị còn khiến báo chí lẫn người hâm mộ ngỡ ngàng hơn. Một tuần sau, Hoàng Anh Gia Lai tiếp Hòa Phát Hà Nội trên sân Pleiku và Lee Nguyễn lại không được đá chính. Mãi đến phút 80, khi đội chủ nhà bị dẫn 1–2, Kiatisuk mới ra hiệu cho Lee đứng khởi động nhưng anh lắc đầu từ chối và Hoàng Anh Gia Lai thất bại trận thứ hai liên tiếp. Kết quả, anh bị Hoàng Anh Gia Lai thanh lý hợp đồng vào ngày 20 tháng 2.

### Becamex Bình Dương
Sau khi rời Hoàng Anh Gia Lai, Lee Nguyễn đã xin tập cùng câu lạc bộ hạng Nhất Thành phố Hồ Chí Minh.
Ngày 31 tháng 3 năm 2010, anh chính thức ký hợp đồng với Becamex Bình Dương. Theo đó, Lee sẽ thi đấu cho Bình Dương từ giai đoạn 2 V.League 2010 trong bản hợp đồng 18 tháng. Tuy nhiên, cũng chỉ được 1 năm, Lee Nguyễn lại phải khăn gói ra đi. Giải thích về thất bại của Lee Nguyễn tại V-League, HLV Nguyễn Thành Vinh cho rằng: "Chính lối đá bạo lực theo kiểu chém đinh chặt sắt đã “giết chết” Lee Nguyễn". Sau đó, dù nhận được nhiều lời mời hấp dẫn từ các đội bóng khác nhưng Lee đã quyết định quay trở lại Mỹ.

### Thăng hoa tại New England Revolution
Việc đầu tiên của Lee Nguyễn khi trở lại Mỹ là tập vật lý trị liệu, để phục hồi dần vết gãy bàn chân. Cho đến đầu tháng 1 năm 2012, khi đã bình phục, Lee Nguyễn mới nhờ công ty đại diện liên hệ với ban tổ chức giải bóng đá nhà nghề Mỹ (MLS) để tìm kiếm đội bóng mới đầu quân. Ban tổ chức giải thông báo đến các CLB thành viên là họ sẽ tổ chức "quay xổ số" để các đội bốc thăm chọn lựa. Theo kết quả hồi cuối tháng 1 năm 2012, Lee Nguyễn được Vancouver Whitecaps bốc trúng. Anh đã có 3 lần ra sân cho Vancouver ở giai đoạn tiền mùa giải trước khi bị thải loại vào ngày 1 tháng 3 năm 2012.
Vào ngày 2 tháng 3 năm 2012, Lee được huấn luyện viên Jay Heaps của New England Revolution liên hệ và được ký hợp đồng luôn mà không cần thử việc.
Lee Nguyễn đã có 30 lần ra sân cho Revolution trong năm 2012, trong đó có 27 lần đá chính. Anh cũng là cầu thủ ghi nhiều bàn thắng thứ nhì của đội với 5 bàn; được người hâm mộ bầu chọn là "Midnight Riders Man of the Year".  Bàn thắng thứ hai tại MLS của Lee — bàn thắng thứ 2 trong trận đấu với Vancouver vào ngày 12 tháng 5  lọt vào top 4 bàn thắng đề cử cho Giải thưởng bàn thắng đẹp nhất năm của MLS. 
Sang năm 2013, Lee ra sân trong 33 trận đấu tại giải, ghi được 4 bàn thắng và kiến tạo 7 lần.
Năm 2014, Lee Nguyễn đã ghi được 18 bàn thắng và thực hiện 5 đường kiến tạo, đây là thành tích tốt nhất từ trước đến nay của một tiền vệ trong một mùa giải MLS, và một lần nữa anh được bầu chọn là "Midnight Riders Man of the Year". Phong độ xuất sắc giúp anh có tên trong danh sách rút gọn cho giải thưởng "Cầu thủ giá trị nhất MLS 2014" cùng với tiền đạo Obafemi Martins (Seattle Sounders) và Robbie Keane (Los Angeles Galaxy). Bàn thắng của Lee Nguyễn vào lưới Houston Dynamo cũng lọt vào vòng bầu chọn cuối cùng cho giải thưởng Bàn thắng đẹp nhất năm của MLS 2014. Anh được bầu chọn vào Đội hình xuất sắc nhất mùa giải MLS 2014. Trang web của FIFA đã từng mô tả Lee Nguyễn là một trong những tiền vệ kiến thiết hay nhất của MLS.
Sang mùa 2015, Lee Nguyễn dẫn đầu câu lạc bộ về số pha kiến tạo và đứng thứ hai về số bàn thắng ghi được. 
Mùa giải 2016, anh trở thành đội trưởng của Revolution và tiếp tục là người kiến tạo nhiều nhất cho đồng đội lập công (10 đường chuyền thành bàn), và đứng thứ 3 về số bàn thắng ghi được với 6 bàn. 
Vào tháng 8 năm 2017, The Revolution được cho là đã từ chối lời đề nghị trị giá 1 triệu USD cho Lee Nguyễn từ đội bóng Maccabi Haifa của giải bóng đá Ngoại hạng Israel. Anh kết thúc mùa giải 2017 với 15 lần kiến tạo (nhiều nhất đội) và 11 bàn thắng (nhiều thứ 2 đội). 
Tuy nhiên, từ cuối mùa giải 2017, Lee Nguyễn và câu lạc bộ được cho là có mâu thuẫn về hợp đồng và cuối cùng dẫn đến việc anh phải ngồi ngoài ở chuyến tập huấn chuẩn bị cho mùa giải mới của đội.

### Los Angeles FC
Ngày 1 tháng 5 năm 2018, New England đã chuyển nhượng Lee Nguyễn cho Los Angeles FC. Ngày 26 tháng 7 năm 2018, Lee Nguyễn đã ghi bàn từ một quả phạt trực tiếp đưa Los Angeles FC dẫn trước LA Galaxy 2–0; trận đấu cuối cùng kết thúc với tỷ số 2-2.

### Inter Miami
Vào ngày 19 tháng 11 năm 2019, Lee Nguyễn đã được đội Inter Miami lựa chọn trong MLS SuperDraft 2019.

### Trở lại New England Revolution
Lee Nguyễn trở lại New England Revolution vào ngày 8 tháng 9 năm 2020 để được lựa chọn vòng thứ tư trong MLS SuperDraft 2021.

### Thành phố Hồ Chí Minh
Ngày 25 tháng 12 năm 2020, câu lạc bộ Thành phố Hồ Chí Minh đã thông báo chiêu mộ thành công Lee Nguyễn để thực hiện tham vọng của mình ở mùa giải 2021. Tại đội bóng mới, anh ra sân 9 trận và ghi 5 bàn thắng trước khi V.League 1 2021 bị hủy bỏ vì COVID-19. Sau đó, anh thông báo giải nghệ và bắt đầu sự nghiệp huấn luyện viên.
Ngày 9 tháng 8 năm 2022, Lee Nguyễn chia tay sự nghiệp huấn luyện tại câu lạc bộ bóng đá nữ Washington Spirit để một lần nữa trở lại câu lạc bộ Thành phố Hồ Chí Minh trong bối cảnh câu lạc bộ này đang gặp khó khăn tại V.League 1 2022.

## Sự nghiệp quốc tế
Năm 2005, sau khi được bầu chọn là Cầu thủ sinh viên hay nhất nước Mỹ, Lee Nguyễn được gọi vào đội tuyển U-20 Hoa Kỳ tham dự giải vô địch bóng đá trẻ thế giới tại Hà Lan.
Ngày 2 tháng 6 năm 2007, Lee Nguyễn được gọi vào đội tuyển Hoa Kỳ trong trận giao hữu thắng Trung Quốc 4–1 trên sân vận động San Jose, California. Cũng trong năm 2007, anh cùng đội tuyển quốc gia Hoa Kỳ tham dự giải Copa America 2007. Tại giải đấu này, anh có 2 lần vào sân thay người trong trận gặp Paraguay và Colombia.
Đầu năm 2015, Lee Nguyễn được gọi trở lại đội tuyển quốc gia Hoa Kỳ sau một năm thi đấu thành công ở câu lạc bộ New England Revolution. Năm 2016, anh có 2 lần vào sân thay người vào 2 trận giao hữu trước khi giã từ đội tuyển cùng năm đó.

## Sự nghiệp huấn luyện
Ngày 6 tháng 10 năm 2021, Lee Nguyễn trở về Mỹ sau khi V.League 2021 bị hủy do ảnh hưởng của Covid-19 và nhận lời làm trợ lý huấn luyện viên cho câu lạc bộ bóng đá nữ Washington Spirit tới hết mùa 2021.
Ngày 4 tháng 2 năm 2022, Lee Nguyễn tuyên bố từ giã sự nghiệp cầu thủ bóng đá chuyên nghiệp và tái ký hợp đồng với Washington Spirit tiếp tục với công việc trợ lý huấn luyện viên.
Đầu tháng 8 năm 2022, trang chủ của Washington Spirit ra thông báo chính thức về việc chia tay Lee Nguyễn để anh trở lại thi đấu cho Thành phố Hồ Chí Minh.

## Thống kê sự nghiệp

### Câu lạc bộ
Tính đến 19 tháng 11 năm 2022
| Câu lạc bộ             | Mùa giải       | Giải đấu         | Giải đấu | Giải đấu | Cúp  | Cúp | Khác | Khác | Tổng cộng | Tổng cộng |
| Câu lạc bộ             | Mùa giải       | Hạng             | Trận     | Bàn      | Trận | Bàn | Trận | Bàn  | Trận      | Bàn       |
| ---------------------- | -------------- | ---------------- | -------- | -------- | ---- | --- | ---- | ---- | --------- | --------- |
| PSV Eindhoven          | 2005–06        | Eredivisie       | 1        | 0        | 0    | 0   | 0    | 0    | 1         | 0         |
| PSV Eindhoven          | 2006–07        | Eredivisie       | 0        | 0        | 0    | 0   | 1    | 0    | 1         | 0         |
| PSV Eindhoven          | Tổng cộng      | Tổng cộng        | 1        | 0        | 0    | 0   | 1    | 0    | 2         | 0         |
| Randers                | 2007–08        | Danish Superliga | 13       | 0        | 0    | 0   | —    | —    | 13        | 0         |
| Randers                | 2008–09        | Danish Superliga | 9        | 0        | 0    | 0   | —    | —    | 9         | 0         |
| Randers                | Tổng cộng      | Tổng cộng        | 22       | 0        | 0    | 0   | 0    | 0    | 22        | 0         |
| Hoàng Anh Gia Lai      | 2009           | V.League 1       | 22       | 9        | 2    | 4   | —    | —    | 24        | 13        |
| Hoàng Anh Gia Lai      | 2010           | V.League 1       | 1        | 0        | 0    | 0   | —    | —    | 1         | 0         |
| Hoàng Anh Gia Lai      | Tổng cộng      | Tổng cộng        | 23       | 9        | 2    | 4   | 0    | 0    | 25        | 13        |
| Becamex Bình Dương     | 2010           | V.League 1       | 10       | 0        | 0    | 0   | —    | —    | 10        | 0         |
| Becamex Bình Dương     | 2011           | V.League 1       | 5        | 2        | 0    | 0   | —    | —    | 5         | 2         |
| Becamex Bình Dương     | Tổng cộng      | Tổng cộng        | 15       | 2        | 0    | 0   | 0    | 0    | 15        | 2         |
| New England Revolution | 2012           | MLS              | 30       | 5        | 0    | 0   | —    | —    | 30        | 5         |
| New England Revolution | 2013           | MLS              | 33       | 4        | 0    | 0   | 2    | 0    | 35        | 4         |
| New England Revolution | 2014           | MLS              | 32       | 18       | 0    | 0   | 5    | 2    | 37        | 19        |
| New England Revolution | 2015           | MLS              | 32       | 7        | 0    | 0   | 1    | 0    | 33        | 7         |
| New England Revolution | 2016           | MLS              | 33       | 6        | 5    | 0   | —    | —    | 38        | 6         |
| New England Revolution | 2017           | MLS              | 31       | 11       | 2    | 0   | —    | —    | 33        | 11        |
| New England Revolution | Tổng cộng      | Tổng cộng        | 191      | 51       | 7    | 0   | 8    | 2    | 206       | 52        |
| Los Angeles FC         | 2018           | MLS              | 25       | 3        | 4    | 0   | 1    | 0    | 30        | 3         |
| Los Angeles FC         | 2019           | MLS              | 23       | 0        | 2    | 1   | 2    | 0    | 27        | 1         |
| Los Angeles FC         | Tổng cộng      | Tổng cộng        | 48       | 3        | 6    | 1   | 3    | 0    | 57        | 4         |
| Inter Miami CF         | 2020           | MLS              | 5        | 0        | 0    | 0   | —    | —    | 5         | 0         |
| New England Revolution | 2020           | MLS              | 12       | 1        | 0    | 0   | 2    | 0    | 14        | 1         |
| Thành phố Hồ Chí Minh  | 2021           | V.League 1       | 9        | 5        | 0    | 0   | —    | —    | 9         | 5         |
| Thành phố Hồ Chí Minh  | 2022           | V.League 1       | 14       | 2        | 0    | 0   | —    | —    | 14        | 2         |
| Tổng sự nghiệp         | Tổng sự nghiệp | Tổng sự nghiệp   | 340      | 73       | 15   | 5   | 14   | 2    | 369       | 79        |

1. ↑  Ra sân tại Johan Cruyff Shield
2. 1 2 3 4 5 6  Ra sân tại MLS Cup playoffs

## Danh hiệu

### Câu lạc bộ
PSV Eindhoven
- Eredivisie: 2006–07, 2007–08
- Johan Cruijff Shield: 2008

Los Angeles FC
- Supporters' Shield: 2019

### Cá nhân
- Đội hình tiêu biểu MLS: 2014